# 제8회 골든 글로브상
제8회 골든 글로브상은 1951년 2월 28일에 열렸다. 시상식은 시로스에 있는 한 나이트클럽에서 열렸다.

## 수상 및 후보
굵은 색으로 표시된 작품은 당선된 작품을 의미한다.

### 작품상
- 선셋 대로 (파라마운트) - 빌리 와일더 수상
- 이브의 모든 것 (20세기 폭스) - 조셉 L. 맨키위츠
- 하비 (유니버설) - 헨리 코스터
- 시라노 (UA) - 마이클 고든
- 귀여운 빌리 (컬럼비아) - 조지 큐커

### 여우주연상: 드라마
- 글로리아 스완슨 - 선셋 대로
- 베티 데이비스 - 이브의 모든 것
- 주디 홀리데이 - 귀여운 빌리

### 남우주연상: 드라마
- 시라노 - 호세 페러 수상
- 하비 - 제임스 스튜어트
- 매그니피선트 양키 - 루이스 칼헌

### 여우주연상-뮤지컬코미디
- 귀여운 빌리 - 주디 홀리데이 수상
- 애니여 총을 잡아라 - Betty Hutton
- 루이사 - 스프링 바잉톤

### 남우주연상-뮤지컬코미디
- 쓰리 리틀 워즈 - 프레드 아스테어 수상
- 해롤드 디들벅의 원죄 - 해롤드 로이드
- 웬 윌리 컴스 매칭 홈 - 댄 데일리

### 여우조연상
- 하비 - Josephine Hull 수상
- 아담의 갈빗대 - 주디 홀리데이
- 이브의 모든 것 - 델마 리터

### 남우조연상
- 미스터 880 - 에드먼드 그웬 수상
- 이브의 모든 것 - 조지 샌더스
- 선셋 대로 - 에릭 본 스트로하임

### 감독상
- 선셋 대로 - 빌리 와일더 수상
- 이브의 모든 것 - 조셉 L. 맨키위즈
- 아스팔트 정글 - 존 휴스턴
- 귀여운 빌리 - 조지 큐커

### 각본상
- 이브의 모든 것 - 조셉 L. 맨키위즈 수상
- 아스팔트 정글 - 존 휴스턴 외
- 선셋 대로 - 찰스 브래킷 외

### 음악상
- 선셋 대로 - 프란즈 왁스먼 수상
- 데스티네이션 문 - 레이스 스티븐스
- 라이프 오브 허 원 - 브로니슬로 카퍼